# Forgotten Sunrise
Forgotten Sunrise est un groupe estonien de musique industrielle, originaire de Tallinn. Leur style musical est décrit comme « outdustrial » ou « deathbeat » et comparé à un mélange de Dead Can Dance, David Lynch, Katatonia, Celtic Frost et Clock DVA.

## Histoire
Forgotten Sunrise est formé durant l'été 1992 en Estonie, de par l'intérêt commun d'Anders Melts et de Jan Talts pour le death metal. Deux amis ayant déjà eu des expériences, Margus Gustavson et Tarvo Valm, rejoignent le groupe qui n'a pas encore de nom. Après six mois et la création de leurs premières chansons, une démo Behind the Abysmal Sky est enregistrée en 1993. Quelques mois plus tard, un contrat avec un label finlandais, Rising Realm Records, est signé et à la fin de l'année, le mini-album Forever Sleeping Greystones est enregistré. Le mini-album sort à la fin de l'année 1994. Le groupe attire beaucoup d'attention et donne des concerts jusqu'à ce que des divergences provoquent le départ du batteur et du guitariste.
Avec l'arrivée de Renno Süvaoja et de Tiiu Kiik, les ordinateurs font désormais partie du processus de création musicale. Entre-temps, le style du groupe progresse et, en 1996, Forgotten Sunrise a pratiquement recommencé depuis le début. Une période d'études et d'expérimentations suit jusqu'à ce que Forgotten Sunrise soit à nouveau prêt pour la scène. En 1997, ils apparaissent avec un nouveau style musical. Bien que l'ancien death metal atmosphérique ait été mélangé avec du trip hop, de la techno, du folk et de la drum and bass fusionnés avec du shoegazing et de l'indie pop, l'atmosphère lugubre et sinistre et le message sévère restent intacts. Avec le style que le groupe appelle lui-même « deathbeat », le premier album promotionnel est sorti en 1999 et un mini-album auto-produit a.Nimal f.Lesh en 2000.
Forgotten Sunrise signe un contrat de deux albums avec le label italien My Kingdom Music. Le premier album, Ru:mipu:dus, sort en janvier 2004, précédé d'un single Ple:se Disco-Nnect Me. L'album reçoit des critiques positives. En 2005, le titre Never(k)now est distribué en tant que single promotionnel. Le deuxième album, Willand, est enregistré à l'automne 2005 et sorti au printemps.
Un CD-single studio, The Moments When God Was Wrong, est auto-édité en 2009, et la bande démo Behind the Abysmal Sky avec un mini-album Forever Sleeping Greystones avec 7 titres bonus live est rééditée sur CD. En 2010, Ragnar Kivi rejoint le groupe avec une batterie électronique. En 2013, ils annoncent leur nouvel album, Cretinism pour mai. En 2023, après 10 ans sans sortir d'album studio, le groupe revient l'album elu,.

## Discographie
- 1993 : Behind the Abysmal Sky (album, réédité en 2019)
- 2003 : Ple:se Disco-Nnect Me (single)
- 2004 : Ru:mipu:dus (album, My Kingdom Music)
- 2004 : ever(k)now (single)
- 2007 : Different Knots of Ropelove (single)
- 2007 : Willand (album, My Kingdom Music)
- 2009 : The Moments When God Was Wrong (single)
- 2013 : Cretinism (album, Out of Line)
- 2014 : Tule Eest (single)
- 2014 : Sepapoisid (single)
- 2016 : Guardian Curtains (single)
- 2017 : Dusturn (single)
- 2023 : elu (album)